# Daniel Spence
Daniel Spence (* 21. Februar 1979 in Johannesburg) ist ein südafrikanischer Radrennfahrer.
Daniel Spence begann seine Karriere 2001 bei dem Radsport-Team IBM-Lotus. Nach einem Jahr wechselte er zum Team HSBC, wo er bei der Tour of South China Sea Achter in der Gesamtwertung wurde. Bei der Afrikameisterschaft 2006 belegte Spence den zweiten Platz im Straßenrennen hinter Darren Lill. Bei der Ägypten-Rundfahrt 2007 wurde er zweimal Etappenzweiter und einmal Dritter. Auch beim Giro del Capo schaffte er es bei einem Teilstück auf den dritten Rang.

## Erfolge
2006
- Afrikanische Radsportmeisterschaften – Straßenrennen

## Teams
- 2001 IBM-Lotus
- 2002 Team HSBC
- 2003 Team HSBC
- 2004 Team HSBC
- 2007 MTN-Microsoft